# 見砂和照
見砂 和照（みさご かずあき、1951年9月15日 - ）は日本のドラマー、バンドマスター。東京都出身。東京キューバン・ボーイズ（TCB）の初代ドラマー見砂直照の三男。

## 来歴
音楽を始めたきっかけは、エレキ・バンドをやっていた姉の影響で小学校5年生（10歳）の時に演奏を見に連れて行ってもらった際、ドラムの生演奏を初めて目の前で見て感激したこと。その時「うわーすごいなあ。こんなことやれたらいいな」と憧れを抱き、ドラムを叩き始める。
中学生から高校生の頃は、同級生や先輩たちとアマチュアバンドを組み、17歳でプロのバンドに加入しデビューを果たす。19歳の時に関係者の目に留まり、歌手のレコーディングをサポートするスタジオ・ミュージシャンとなる。1973年には井上陽水のアルバム『氷の世界』でドラムを担当し、それ以降、さだまさし、松山千春、村下孝蔵、秋吉久美子、中村雅俊、志穂美悦子、松田聖子、松原みきなどのレコーディングにも参加する。この頃の状況を和照は、「父の存在は業界の隅々にまで知れ亘っており、おのずと父の名前を背負うことに…。歴戦のプロに揉まれながら無我夢中でドラムを叩きました」と振り返っている。
23歳の時、大橋純子のバックバンドで知られる「美乃家セントラル・ステイション」を佐藤健らと結成する。ほか、ロックバンド″SHŌGUN″のメンバーとしても活躍した。

## 東京キューバン・ボーイズ再結成までの経緯
父・直照はキューバにTCBのメンバーを連れていくのが夢だったが、金銭面で難航し諦めかけていた。そんな父の姿を見て和照は、「もうこれしかない」と世田谷区の自宅を抵当に入れて2000万円を工面し、父の夢であった南米ツアーを実現させた。和照はプロのドラマーとして活動をする中、1978年に直照から「ビッグバンドを経験した方が、音楽家としてつぶしがきくぞ」と誘われ、TCBのメンバーとして参加する。2年後の1980年、直照の健康状態と経営の悪化からTCBは解散する。直照から「あとを継ぐつもりはないか？」と打診されたこともあったというが当時そんな気は全くなく、父が一代で築いたものだから、父自身で幕を閉じた方が良いと思い、誘いを断っていた。それから10年後に直照は亡くなるが、解散後も「またやって欲しい」という声は数多く寄せられていた。ある日キューバ大使館から、「地球の裏側の日本でキューバ音楽を広めたTCBの功績を讃えて表彰したい。そして音楽祭で演奏して欲しい」と思わぬ報せが届き、「もうバンドは解散してしまったのに、どうしよう……」と、嘗てのメンバーに相談したところ、「これほど名誉なことはない」と再結成を勧められる。解散から25年を経た2005年には和照自身が中心となり、TCBは「見砂和照と東京キューバン・ボーイズ」として再結成された。初めは後方でドラムを叩いていたが、ビッグバンドで指揮者が居ないステージにどこか違和感を覚え、父が立っていた場所に自分も立つ決意をして、TCBの2代目バンドマスターに就任した。

## 主なレコーディング参加作品
- 井上陽水 -『氷の世界』（1973年）
- 佐藤健 -『僕は今ひとり』（1973年）
- ティン・パン・アレー -『キャラメル・ママ』（1975年）
- 山崎ハコ -『綱渡り』（1976年）
- 秋吉久美子 -『KUMIKO AKIYOSHI PART Ⅱ』（1977年）
- 大橋純子 & 美乃家セントラル・ステイション –『CRYSTAL CITY』（1977年）、『沙浪夢』（1978年）
- 水越けいこ -『Lady』（1978年）、『VIBRATION』（1982年）
- 南佳孝 -『SILKSCREEN』（1981年）
- 松原みき -「ニートな午後3時」（1981年）
- 中村雅俊 -『Restoration』（1982年）
- 杉真理 -『STARGAZER』（1983年）、『SYMPHONY ＃10』、（1985年）、『SABRINA』（1986年）
- 村下孝蔵 -『初恋〜浅き夢みし〜』（1983年）
- 志穂美悦子 -『THREE DIMENSION』（1983年）
- 所ジョージ -『PILE DRIVER』（1983年）
- 麻倉未稀 -『ROMANCE』（1984年）
- 仙道敦子 -『15歳』（1984年）
- 松田聖子 -『Windy Shadow』（1984年）
- 松山千春 -『起承転結 III』（1984年）、『あなただけの季節』（1987年）
- 小比類巻かほる -『CALL MY NAME』（1985年）
- 芳本美代子 -『PARADISE PARK』（1986年）
- チェリッシュ -『Daydream』（1986年）